# Berekböszörmény
Berekböszörmény es un pueblo ubicado en el distrito de Berettyóújfalu, en el condado de Hajdú-Bihar, Hungría.

## Superficie
Posee una superficie de 42,84 kilómetros cuadrados.

## Demografía
Hasta 2019 la población era de 1826 habitantes, con una densidad de población de 42,62 habitantes por kilómetro cuadrado.